# 九大進学ゼミ
九大進学ゼミ（きゅうだいしんがくゼミ）は、福岡県福岡市博多区博多駅南に本社を置く株式会社さなる九州が展開する、小学生、中学生、高校生を対象とした学習塾・予備校である。福岡県を中心とした九州7県と山口県に校舎を開設している。
2007年2月には株式会社さなるとの資本提携を行った。

## 概要
難関校への合格だけを目的とした進学塾ではなく、生徒の希望に合った公立高校へ合格させるため、学校の定期試験（中間・期末試験）に沿った指導を行う補習塾。地域に密着した指導を行っている。
2007年に株式会社さなると資本提携したことにより、一部の教室に教室にSee-beシステム（ホワイトボードにマルチメディア教材を投影して授業を行うもの）を導入。さらに生徒への指導力の強化をおこなっている。
2008年より保護者と校舎の講師の連絡ツール及び塾生の安全を守るため、入退室時に通知メールを送信するサービス、「Qネット」のサービスを開始した。

## 沿革
- 1985年　株式会社九医生会として、福岡市にて設立。
- 1990年　福岡市城南区に本社ビル設立。
- 1995年　北九州地区へ進出。
- 1997年　山口県（下関地区）へ進出。
- 1998年　筑後地区、佐賀県へ進出。
- 1999年　長崎県へ進出。
- 2003年　熊本県へ進出。
- 2004年　鹿児島県へ進出。
- 2005年　宮崎県へ進出。
- 2006年　博多駅南新本社屋完成、宇部地区へ進出。
- 2007年　株式会社さなると資本提携。「さなるグループ」の一員として新体制での運営を開始した。
- 2008年　社名を株式会社ヒューマンネットワークから株式会社さなる九州へ変更。